# Dobrzyń (Poméranie-Occidentale)
Pour les articles homonymes, voir Dobrzyń.
Dobrzyń est une localité polonaise de la gmina mixte et du powiat de Gryfice en voïvodie de Poméranie-Occidentale. Elle se situe à environ 69 km au nord-est de la capitale régionale Szczecin. 

## Géographie

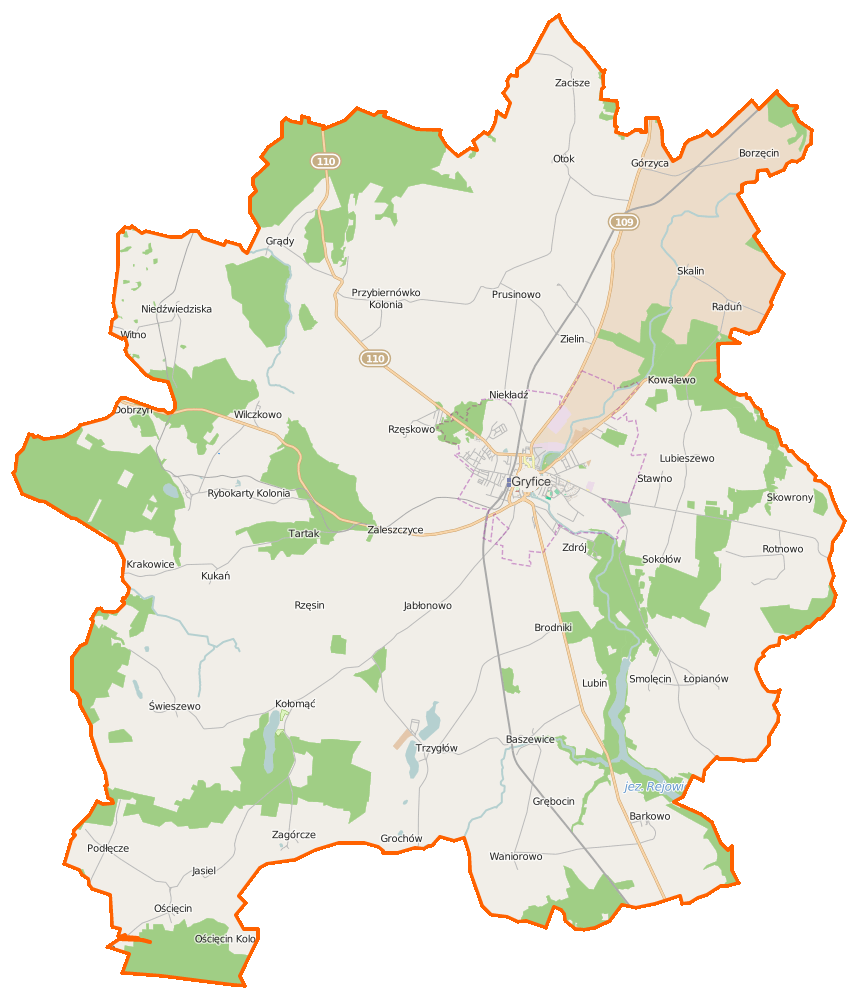
Carte de la gmina de Gryfice.